# Tupolew DB-2
Die Tupolew DB-2 (russisch Туполев ДБ-2, Werksbezeichnung ANT-37, АНТ-37) war ein zweimotoriger sowjetischer Bomber der 1930er Jahre, das jedoch aufgrund unbefriedigender Leistungen zugunsten der Iljuschin DB-3 nicht in den Serienbau ging. Berühmt wurde der Typ im Jahre 1938 durch einen Weltrekord im Langstreckenflug, der von einer reinen Frauenbesatzung (Walentina Grisodubowa, Marina Raskowa und Polina Ossipenko) mit einer speziellen Version ANT-37bis Heimat (russisch Родина) durchgeführt wurde. Die DB-2 ist nicht zu verwechseln mit der Tupolew SB-2 (ANT-40), die eine wesentlich geringere Spannweite besaß und in diversen Kriegen eingesetzt wurde.

## Geschichte
Die DB-2 entstand aus den Erfahrungen mit der Tupolew DB-1 von 1933. Die Konstruktionsarbeiten führte Pawel Suchoi, der zu dieser Zeit Chef eines Entwicklungsteams im OKB von Andrei Tupolew war, ab Dezember 1934 durch. Der neue Typ sollte eine Höchstgeschwindigkeit von 350 km/h und eine Gipfelhöhe von 3500 m erreichen sowie 1000 Kilogramm Bomben über eine Entfernung von 3000 Kilometern befördern können. Charakteristisch für diese Maschine war die große Spannweite. Als Antrieb sollten zwei M-85-Motoren Verwendung finden.
Der Erstflug des Prototyps fand am 16. Juli 1935 unter der Werksbezeichnung ANT-37 statt. Im weiteren Verlauf der Erprobung traten bei einem Testflug am 20. Juli am Höhenleitwerk starke Vibrationen auf, die einen Bruch des hinteren Rumpfes zur Folge hatten. Bei dem nachfolgenden Absturz kam ein Besatzungsmitglied ums Leben, während sich die zwei anderen mit dem Fallschirm retten konnten. Anschließend entstanden noch zwei weitere Prototypen mit verstärktem Rumpf und Leitwerk, die 1936 in die Erprobung gingen. Zwar traten keine Flattererscheinungen mehr auf, aber es stellte sich bald heraus, dass die DB-2 den Leistungserwartungen keinesfalls entsprach, und so wurde beschlossen, auf eine Serienfertigung zu verzichten, zumal die Iljuschin DB-3, die etwa zur gleichen Zeit ihre Erprobung absolvierte, sehr viel besser abschnitt.
Da die Luftstreitkräfte die beiden Flugzeuge nicht übernehmen wollten, entschied man sich, den dritten Prototyp für einen Rekordflug zu verwenden. Dafür wurde das als ANT-37bis Rodina (Родина, Heimat) bezeichnete Modell mit stärkeren M-86-Triebwerken ausgerüstet, die Bewaffnung ausgebaut und der nun leere hintere Waffenstand zur Navigatorenkabine umgestaltet. Die Geräte- und Sauerstoffausrüstung wurde gewechselt und im Bombenschacht zusätzliche Tanks eingebaut. Mit dem zweiten Prototyp führten die Pilotinnen Polina Ossipenko, Walentina Grisodubowa und Marina Raskowa ab dem 24. Juni 1938 die Vorbereitungsflüge durch, bis die ANT-37bis Ende August die Werkserprobung beendet hatte und von der Besatzung übernommen werden konnte. Am 24./25. September 1938 wurde mit diesem Flugzeug ein internationaler Frauen-Langstreckenrekord von Moskau nach Kerbi in der Region Chabarowsk aufgestellt. Die drei Fliegerinnen legten dabei eine Strecke von 5908,6 Kilometern zurück und befanden sich insgesamt 26 Stunden und 29 Minuten in der Luft; dann musste das Flugzeug wegen Treibstoffmangels nahe Kerbi am Fluss Amgun notlanden. Die Navigatorin Marina Raskowa war zuvor auf Befehl ihrer Kommandantin mit dem Fallschirm abgesprungen. Die beiden Pilotinnen Ossipenko und Grisodubowa wurden am 3. Oktober bei ihrem Flugzeug entdeckt und gerettet, Raskowa, die sich in dem unwegsamen Gelände verirrt hatte, einen Tag später. Das Flugzeug konnte vor Ort instand gesetzt und nach Komsomolsk geflogen werden. Nachdem es wieder in Moskau eingetroffen war, übernahm es die Aeroflot und setzte es noch mehrere Jahre auf ihren Linien ein. 1943 wurde die „Rodina“ schließlich verschrottet.

## Varianten
- ANT-37 (DB-2)
- ANT-37bis

## Technische Daten

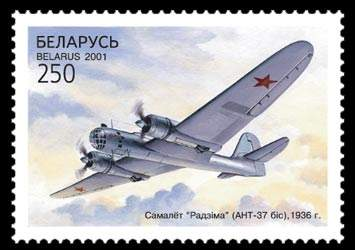
ANT-37bis auf einer belarussischen Briefmarke (2001)

| Kenngröße             | Tupolew ANT-37bis „Rodina“ (Туполев АНТ-37бис „Родина“) |
| --------------------- | ------------------------------------------------------- |
| Konstrukteur          | Pawel Suchoi                                            |
| Hersteller            | OKB Tupolew                                             |
| Baujahr(e)            | 1935                                                    |
| Besatzung             | 3                                                       |
| Länge                 | 15,00 m                                                 |
| Flügelspannweite      | 31,00 m                                                 |
| Flügelfläche          | 85,00 m²                                                |
| Flügelstreckung       | 11,3                                                    |
| Leermasse             | 5855 kg                                                 |
| Zuladung              | 6645 kg                                                 |
| Startmasse            | 12.500 kg                                               |
| Flächenbelastung      | 147 kg/m²                                               |
| Leistungsbelastung    | 6,6 kg/PS                                               |
| Antrieb               | zwei luftgekühlte 14-Zylinder-Sternmotoren M-86         |
| Startleistung         | je 699 kW (950 PS)                                      |
| Höchstgeschwindigkeit | 340 km/h                                                |
| Dienstgipfelhöhe      | 5000 m                                                  |
| Reichweite            | 5000 km maximal 7000 m                                  |
| Bombenlast            | 1000 kg (nur ANT-37)                                    |